# Teresa Rząca-Urban
Teresa Rząca-Urban (ur. 1956 r.  w Łapach) – polska fizyczka jądrowa, profesor nauk fizycznych, profesor Uniwersytetu Warszawskiego.

## Życiorys
W 1980 ukończyła studia na Uniwersytecie Warszawskim. Doktoryzowała się w 1986 na macierzystej uczelni na podstawie rozprawy: Radiacyjny wychwyt protonu jako źródło informacji o własnościach gigantycznych rezonansów dipolowych budowanych na stanach wzbudzonych jąder, której promotorem był profesor Zdzisław Wilhelmi. Stopień naukowy doktora habilitowanego uzyskała w 1997 na UW w oparciu o pracę pt. Poszukiwanie egzotycznych kształtów jąder atomowych w lekkich izotopach GD. Tytuł profesora nauk fizycznych otrzymała 11 lutego 2009.
Zawodowo związana z Uniwersytetem Warszawskim, na którym doszła do stanowiska profesora. W latach 2002–2008 była prodziekanem Wydziału Fizyki do spraw studenckich, zaś w latach 2008–2016 pełniła funkcję dziekana tej jednostki. W 2022 roku została prezesem Polskiego Towarzystwa Fizycznego. Od roku 2009 jest członkiem Towarzystwa Naukowego Warszawskiego.
Specjalizuje się w fizyce jądrowej. Opublikowała ponad 140 prac, wypromowała czterech doktorów.
W 2011, za wybitne zasługi w pracy naukowo-badawczej i dydaktycznej, została odznaczona Krzyżem Kawalerskim Orderu Odrodzenia Polski.